# Parque Krekovic
El parque de Kristian Krekovic, o simplemente parque Krekovic como se conoce popularmente, es un parque urbano ubicado en el barrio Polígono de Levante de la ciudad española de Palma de Mallorca (Islas Baleares).

## Descripción

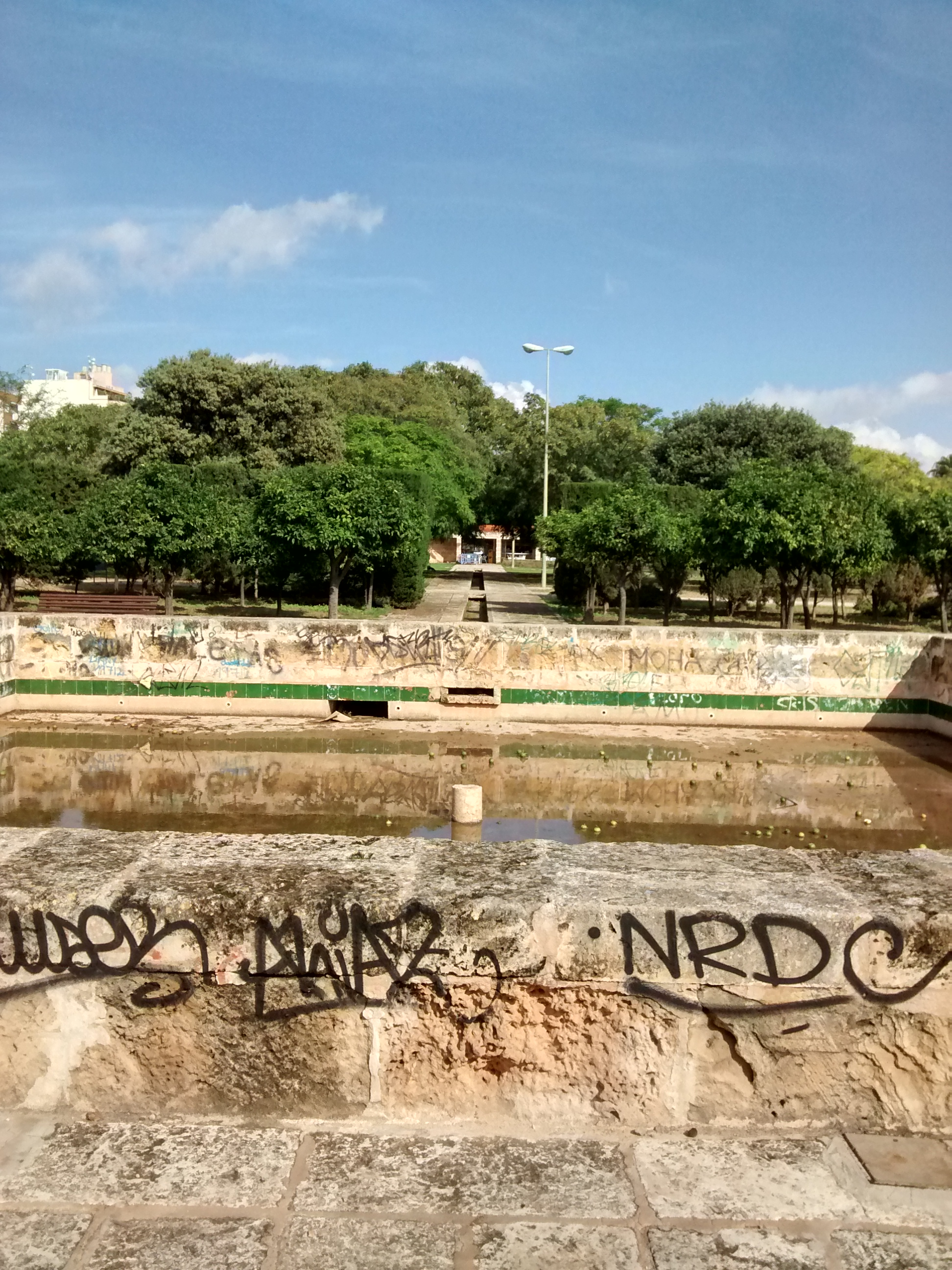
En lo más profundo del parque y rodeada de cipreses y naranjos bordes encontramos la antigua fuente Krekovic, actualmente en desuso. En los días de lluvia la fuente se llena de agua de lluvia y también de naranjas bordes que los niños tiran dentro de la fuente llena de agua

Fue inaugurado en 1990 y denominado así en homenaje al pintor croata Kristian Krekovic, que residió en la ciudad desde 1960 hasta su muerte en 1985. Desde 1981 se sitúa en esta parcela el museo Krekovic, que cuenta con la colección pictórica que el artista realizó durante sus últimos años de vida en Mallorca. Estas obras tratan temas propios de la cultura mediterránea y precolombina.
El parque tiene el tamaño de seis manzanas, con aproximadamente 40 204 m² de área distribuida entre zonas verdes y pavimentadas. Posee una densa y variada arborización, con numerosas especies como juníperos, dragos o falsos pimenteros, si bien abundan las palmeras y los pinos. Además, cuenta dentro de su mobiliario urbano, con bancos, una pérgola de unos 20 metros de longitud junto a la que se encuentra un bar, cuatro obeliscos y diversos elementos típicos de espacios públicos. El parque está cercado por un muro y consta de cuatro entradas, situadas en cada una de las diferentes calles que lo rodean (Manuel Azaña, Caracas, Ciudad de Querétaro y Avenida de México).
El parque es una de las áreas más transitadas de la zona, por encontrarse entre los barrios de Foners, Polígono de Levante y Pedro Garau. En él se llevan a cabo con frecuencia diferentes actividades lúdicas y culturales, como la Can Party, una fiesta benéfica canina cuya última edición tuvo lugar en mayo de 2011. En ella, además de reivindicar los derechos de estos animales, se pidió que una zona del parque fuera habilitada como espacio para perros. También ha aparecido en literatura; en 2002 Javier Bizarro, un joven catalán afincado en Palma de Mallorca se presentó en Sevilla con la obra Los fantasmas del Parque Kristian Krekovic al certamen de poesía Antonio Machado, donde obtuvo el primer premio.
Además es frecuentado por bandas latinas, que lo utilizan como su punto de reunión. En algunas ocasiones se han llegado a producir fuertes reyertas en las que ha tenido que llegar a intervenir la policía. También en sus instalaciones se lleva a cabo la venta de estupefacientes, habiendo sido detenidos varios traficantes que actuaban en el Krekovic o encontradas jeringuillas por los empleados de mantenimiento.